# Colección de Plantas del Desierto de Yazd
La Colección de Plantas del Desierto de Yazd es un jardín botánico de 22 hectáreas de cultivo, más 17 hectáreas de anillo alrededor, de plantas de zonas desérticas, que se encuentra en la provincia de Yazd, Irán.

## Localización
En un campo ubicado cerca de Yazd- Ardekan, en la provincia de Yazd, a unos 30 kilómetros del centro de la provincia, en Irán.
- Altitud: 1160 m s. n. m.
- Temperaturas: 40 °C en verano y -20 °C en invierno.

Este jardín botánico junto con los jardines botánicos y arboretos repartidos por todo el país:
- Jardín Botánico de Noshahr
- Jardín Botánico de Tabriz
- Jardín Botánico de Dezful
- Jardín Botánico de Mashhad
- Colección de Plantas del Desierto de Kashan
- Colección de Plantas Medicinales de Hamadán,

dependen administrativamente del Jardín Botánico Nacional de Irán en Teherán

## Historia
Este jardín botánico fue creado en 1997.

## Colecciones
Las plantas que alberga este jardín botánico son nativas de Irán y de otras partes del mundo. Hasta ahora, más de 100 especies de plantas se albergan en la colección de plantas tropicales de la provincia de Yazd. El número máximo de especie se relaciona con las familias de Chenopodiaceae con 24 especies y la familia de Poaceae con 20 especies. El número mínimo de especie se relaciona con Brassicaceae y la familia de las Solanaceae con una especie.  
Es de destacar dos partes esenciales de la colección: 
- Sección de Plantas Ornamentales: compuesta de 26 especies pertenecientes a 20 familias que se encuentran cultivadas en un área semejante a un parque.
- Sección Sistemática: en esta parte 85 especies de 22 familias según su clasificación plantadas unas junto a otras.

Desde ahora 82 especies eran compatibles con las condiciones ambientales y pasaron todos los pasos y etapas del crecimiento. Más de 50 especies de arbustos y de semillas se reproducen y se guardan para los objetivos de la investigación cada año. 

## Propósitos
El objetivo principal de establecer este jardín botánico en la provincia de Yazd es la creación y aclimatación de diversas colecciones de plantas de zonas áridas, lo que le convierte en un lugar fundamental para la investigación básica sobre estudios de botánica, teniendo también gran uso en aspectos de entrenamiento.
Además conducen investigaciones tendentes a preservar de la erosión genética a diversas especies de plantas de zonas áridas, tanto nativas como extranjeras, preservando las especies en peligro y creando un banco de semillas para abastecimiento compatibles con las condiciones ambientales del país. 
Creación de un banco de germoplasma, con la identificación y selección de las especies que tienen valores económicos, comerciales, o medicinales. 
Intercambios de semillas y experiencias con los institutos iraníes y extranjeros, informando de nuevas especies y métodos de propagación y de preservación. 
Introduciendo las plantas más adecuadas para los parques, y las zonas ornamentales de la misma región.